# Red Dead
Ej att förväxla med spelseriens spel, Red Dead Revolver, Red Dead Redemption, Red Dead Redemption: Undead Nightmare eller Red Dead Redemption 2.
Red Dead är en westernspelserie utvecklat av Rockstar Games San Diego och utgivet av Rockstar Games. I serien ingår spelen Red Dead Revolver från 2004, Red Dead Redemption från 2010, Red Dead Redemption: Undead Nightmare från 2011 och Red Dead Redemption 2 som släpptes 2018.